# Football Club Océan Pacifique
 (décembre 2019).
Si vous disposez d'ouvrages ou d'articles de référence ou si vous connaissez des sites web de qualité traitant du thème abordé ici, merci de compléter l'article en donnant les références utiles à sa vérifiabilité et en les liant à la section « Notes et références ».
Maillots
Actualités
Le FC Océan Pacifique, est un club congolais de football basé à Mbujimayi dans le Kasai-Oriental, fondé en 2013.

## Histoire
Le club évolue en première division congolaise pendant trois saisons consécutives : en 2015-2016, 2016-2017 et 2017-2018.